# Barrio Nuevo, Frontera Comalapa
Barrio Nuevo är en ort i Mexiko.   Den ligger i kommunen Frontera Comalapa och delstaten Chiapas, i den sydöstra delen av landet, 900 km sydost om huvudstaden Mexico City. Barrio Nuevo ligger 673 meter över havet och antalet invånare är 154.
Terrängen runt Barrio Nuevo är varierad. Runt Barrio Nuevo är det ganska tätbefolkat, med 100 invånare per kvadratkilometer. Närmaste större samhälle är Frontera Comalapa, 1,4 km norr om Barrio Nuevo. I omgivningarna runt Barrio Nuevo växer i huvudsak städsegrön lövskog.